# Luciano Castellini
Luciano Castellini (12. prosinec 1945, Milán, Itálie) je bývalý italský fotbalový brankář. V roce 1980 byl vyhlášen italským fotbalistou roku. Po skončení aktivní kariéry dvakrát krátce vedl jako trenér Interu.
Vyrůstal v Monze. Tady odchytal pět sezon, většinou ve druhé lize. Byl i dokonce zařazen do síně slávy tohoto klubu.  V roce 1970 přestoupil do prvoligového Turína. Za býky odchytal osm sezon a byl celkem u 267 utkání. Získal s nimi jeden titul (1975/76) i italský pohár (1970/71). V roce 1978 byl prodán do Neapole, kde strávil zbytek své kariéry. Zde odchytal a do roku 1985, když skončil celkem 259 utkání. V roce 2010 byl vyhlášen fanoušky nejlepším brankářem Neapole. 
Za reprezentaci odchytal jedno utkání a to proti Belgii (2:1) 26. ledna 1977.
Po skončení hráčské kariéry se stal trenérem brankářů v Neapoli. V roce 1988 odešel do Interu. V sezoně 1996/97 v Interu vystřídal na dva zápasy hlavního trenéra Hodgsona. Čtyři zápasy odtrénoval i v sezoně 1998/99, když vystřídal Lucesca. Poté zastával funkci jen trenéra brankařů. V letech 2004 až 2015 byl i u reprezentace U 21 i U 20.

## Hráčská statistika
| Sezóna  | Klub    | Liga    | Liga   | Liga       | Ligové poháry | Ligové poháry | Ligové poháry | Kontinentální poháry | Kontinentální poháry | Kontinentální poháry | Celkem | Celkem |
| Sezóna  | Klub    | Soutěž  | Zápasy | Obdr. Góly | Soutěž        | Zápasy        | Góly          | Soutěž               | Zápasy               | Góly                 | Zápasy | Góly   |
| ------- | ------- | ------- | ------ | ---------- | ------------- | ------------- | ------------- | -------------------- | -------------------- | -------------------- | ------ | ------ |
| 1965/66 | Monza   | Serie B | 1      | -1         | IP            | 0             | -0            | -                    | 0                    | -0                   | 1      | -1     |
| 1966/67 | Monza   | Serie C | 1      | -0         | -             | 0             | -0            | -                    | 0                    | -0                   | 1      | -0     |
| 1967/68 | Monza   | Serie B | 9      | -11        | IP            | 0             | -0            | -                    | 0                    | -0                   | 9      | -11    |
| 1968/69 | Monza   | Serie B | 11     | -12        | IP            | 3             | -6            | -                    | 0                    | -0                   | 14     | -18    |
| 1969/70 | Monza   | Serie B | 38     | -19        | IP            | 3             | -2            | -                    | 0                    | -0                   | 41     | -21    |
| 1970/71 | Turín   | Serie A | 28     | -26        | IP            | 12            | -13           | Stř.P                | 2                    | -3                   | 42     | -42    |
| 1971/72 | Turín   | Serie A | 24     | -20        | IP            | 3             | -5            | PVP                  | 6                    | -2                   | 33     | -27    |
| 1972/73 | Turín   | Serie A | 24     | -18        | IP            | 4             | -3            | UEFA                 | 2                    | -4                   | 30     | -25    |
| 1973/74 | Turín   | Serie A | 30     | -24        | IP            | 4             | -4            | UEFA                 | 2                    | -4                   | 36     | -32    |
| 1974/75 | Turín   | Serie A | 24     | -23        | IP            | 10            | -6            | UEFA                 | 2                    | -4                   | 36     | -33    |
| 1975/76 | Turín   | Serie A | 29     | -21        | IP            | 4             | -3            | -                    | 0                    | -0                   | 33     | -24    |
| 1976/77 | Turín   | Serie A | 28     | -14        | IP            | 3             | -3            | PMEZ                 | 4                    | -4                   | 35     | -21    |
| 1977/78 | Turín   | Serie A | 14     | -13        | IP            | 2             | -2            | UEFA                 | 1                    | -1                   | 17     | -16    |
| 1978/79 | Neapol  | Serie A | 29     | -18        | IP            | 8             | -5            | UEFA                 | 2                    | -3                   | 39     | -26    |
| 1979/80 | Neapol  | Serie A | 30     | -19        | IP            | 6             | -6            | UEFA                 | 4                    | -4                   | 40     | -29    |
| 1980/81 | Neapol  | Serie A | 30     | -21        | IP            | 4             | -4            | -                    | 0                    | -0                   | 34     | -25    |
| 1981/82 | Neapol  | Serie A | 29     | -20        | IP            | 6             | -2            | UEFA                 | 2                    | -2                   | 37     | -24    |
| 1982/83 | Neapol  | Serie A | 30     | -28        | IP            | 9             | -5            | UEFA                 | 4                    | -6                   | 43     | -39    |
| 1983/84 | Neapol  | Serie A | 29     | -37        | IP            | 5             | -4            | -                    | 0                    | -0                   | 34     | -41    |
| 1984/85 | Neapol  | Serie A | 25     | -27        | IP            | 7             | -5            | -                    | 0                    | -0                   | 32     | -32    |
| Celkově | Celkově | Celkově | 463    | -372       | -             | 93            | -78           | -                    | 31                   | -37                  | 587    | -487   |

## Hráčské úspěchy

### Klubové
- 1× vítěz italské ligy (1975/76)
- 1× vítěz italského poháru (1970/71)

### Reprezentační
- 1× na MS (1974)

### Individuální
- 1x nejlepší hráč italské ligy (1979/80)